# Camponotus herculeana
Camponotus herculeana é uma espécie de inseto do gênero Camponotus, pertencente à família Formicidae.